# Berend Carp
Berend Carp (Pekalongan, 17 de abril de 1901 — Cidade do Cabo, 22 de julho de 1966) foi um velejador neerlandês, campeão olímpico. Ele competiu nos Jogos Olímpicos de Verão de 1920 na classe 6.5 Metre e conquistou a medalha de ouro na disputa realizada a bordo do Oranje com Joop Carp e Petrus Wernink.
Carp financiou várias expedições ornitológicas durante a década de 1950 na África Austral (Namíbia). Ele publicou a história dessas expedições em seu livro I Chose Africa.

## Publicações
- Tembo, de groote olifant: jachtavonturen in Kenya. [S.l.]: V. H. C. de Boer, Jr. 1939. p. 298
- A Study of the Influence of Certain Personal Factors on a Speech Judgment. [S.l.]: Literary Licensing, LLC, 2012. Abril de 2012. p. 130. ISBN 9781258308544
- Your annual meeting, how to make the most of it: describing the purpose, plan, and program of health, welfare, and civic organization annual meetings, with tested methods of preparation and presentation. [S.l.]: National Publicity Council for Health and Welfare Services. 1955. p. 168
- I Chose Africa. [S.l.]: H. Timmins. 1961. p. 127
- Tribute to Isadore Freed. [S.l.]: National Jewish Music Council. 1961. p. 4
- Westwards from the Cape, March–September. [S.l.]: B. Carp. 1962. p. 85
- The Jewish Center Songster: More Than 100 Favorite Hebrew, Yiddish and English Songs for All Occasions. [S.l.]: National Jewish Music Council. 1949. p. 96
- Origins and First Years of the National Jewish Music Council. [S.l.]: National Jewish Music Council. 1968. p. 26